# Anne Pierre Nicolas de Lapisse
Pour les articles homonymes, voir Lapisse.
Anne Pierre Nicolas de Lapisse, de Joinville né le 23 mars 1773, à Rocroy (Ardennes), mort le 24 février 1850 à Laneuville (Meuse), militaire français.

## États de service
Il entre en service le 25 avril 1788, comme lieutenant en second à l'école du génie de Mézières, et il est nommé élève sous lieutenant de l'arme le 12 février 1792. Le 21 mai 1792, il est détaché à l'état-major général de l'armée des Ardennes, et le 1er juillet suivant, il devient aide-de-camp du général Bouchet. Il fait les campagnes de 1792 et 1793, et se trouve aux sièges de Namur, de Bréda et de Gertruydenberg. 
Après la retraite de l'armée sur Tournai, il se jette dans Valenciennes, où il est blessé d'un éclat de bombe à l'épaule. Il est nommé capitaine de 2e classe le 1er juin 1793. Prisonnier de guerre sur parole lors de la capitulation de cette place le 1er août, il obtient son renvoi le 16 août, et vient à Paris. Mis en arrestation par les ordres du Comité de salut public qui attribuait la reddition de la place à la trahison, il ne doit sa liberté qu'aux événements du 9 thermidor.
Remis en liberté le 9 octobre 1794, il reçoit son brevet de capitaine le 26 novembre 1794, et il rejoint Strasbourg, avec les fonctions d'ingénieur ordinaire. Promu capitaine de 1re classe le  21 mars 1795, il est envoyé à Landrecies le 11 juin 1795, comme ingénieur en chef. Du 28 novembre 1795 au 15 avril 1799, il sert dans les places d'Avesnes, de Landrecies, de Saint-Quentin, et de Péronne. Le 24 janvier 1800, il passe à l'état-major du génie de l'armée d'Italie, il se trouve à la défense du pont du Var, aux sièges de Savone et de Vérone. 
Il est nommé chef de bataillon le 17 avril 1801, et le 24 novembre suivant, il devient sous directeur provisoire, avant de passer le 10 février 1802, sous-directeur titulaire en Batavie, puis en Piémont, et à Turin le 16 mars 1803. Il est fait chevalier de la Légion d'honneur le 14 juin 1804.
Du 15 mars 1805 au 9 octobre 1809, il dirige successivement les travaux de Maubeuge, de Mayence, et d'Ostende. De retour à Mayence le 22 janvier 1810, il est nommé colonel directeur des fortifications à Mayence le 7 octobre 1810. Bloqué dans cette place forte pendant les campagnes de 1813 et 1814, il y remplit les fonctions de commandant en chef du génie.
De retour en France en mai 1814, il est employé au Havre le 27 juin suivant, et il reçoit les décorations d'officier de la Légion d'honneur et celle de chevalier de Saint-Louis, les 29 juillet et 17 septembre 1814. Il reste en poste pendant les Cent-Jours, et au retour des Bourbons, le roi Louis XVIII le confirme dans la direction du Havre le 21 mai 1816.
Le 19 janvier 1822 il passe dans la direction de Verdun, où il est fait commandeur de la Légion d'honneur le 3 novembre 1827. En 1830, Il ferme les portes de cette place aux troupes qui viennent du camp de Lunéville au secours de Charles X. Il est nommé maréchal de camp par Louis Philippe le 9 juin 1831.
Muté à Paris comme inspecteur du génie et membre du Comité des fortifications, il est chargé en 1832 et 1833 de l'inspection générale des divisions du Nord et de l'Est. En 1834 il occupe temporairement les fonctions de membre de la Commission mixte des travaux publics et du Comité des fortifications de Paris.

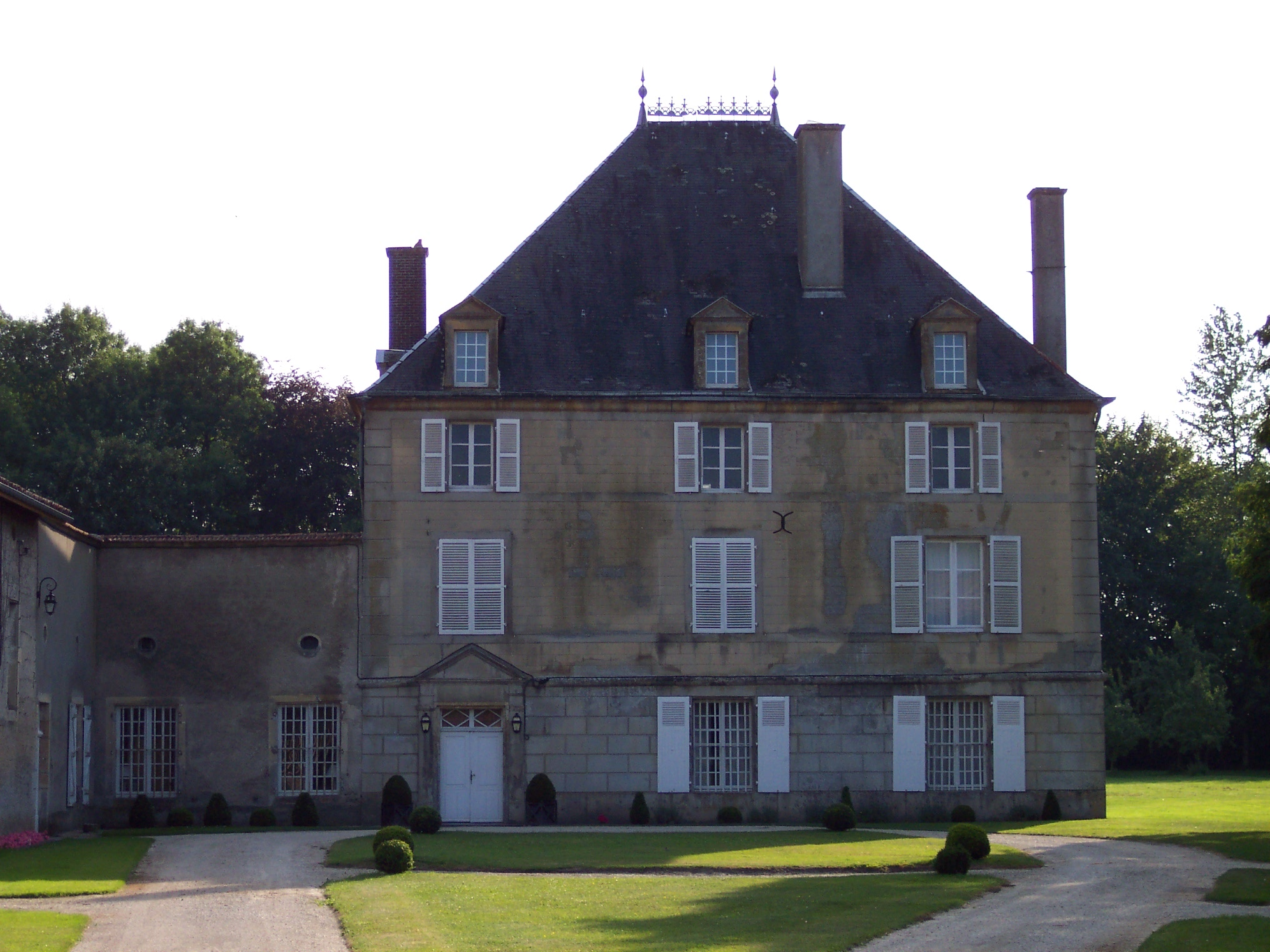
Château de la famille Lapisse à Laneuville-sur-Meuse

Il est admis à la retraite le 31 mars 1835, et il se retire à Laneuville (Meuse), où il est mort le 24 février 1850, à l'âge de 76 ans.

## Famille
- Fils du colonel Antoine Pierre de Lapisse (1739-1815).